# Zuleika Soler
Zuleika Soler Aragón (Hillside, Nueva Jersey, Estados Unidos, 29 de junio de 1994) es una modelo estadounidense máxima ganadora del certamen Reinado de El Salvador 2019. Representó a El Salvador en la 68.ª edición de Miss Universo el 8 de diciembre de 2019, en Atlanta, Georgia. Actualmente, se desempeña como modelo y periodista.

## Vida
Soler nació en Hillside del estado de Nueva Jersey, Estados Unidos, el 29 de junio de 1994, hija de madre salvadoreña y padre puertorriqueño, su familia emigró hacia los Estados Unidos debido a la guerra civil que afectaba en ese tiempo a El Salvador. Obtuvo su licenciatura en comunicaciones de la Universidad de Kean.

## Concursos de belleza

### Miss América Latina 2016
Soler participó por primera vez en Miss El Salvador Latina 2016, donde fue coronada como Miss El Salvador Latina 2016 en San Salvador, obteniendo el derecho de representar a su país en Miss América Latina 2016, celebrada en el Gran Teatro Palenque en Riviera Maya, México, y colocada como Top 10 semifinalista.

### Reinado de El Salvador 2019
Continuó su carrera en los concursos de belleza, Zuleika representó al departamento de La Unión en el concurso Reinado de El Salvador 2019 y fue coronada con el título de Miss Universo El Salvador 2019 durante la noche de coronación celebrada el 20 de julio de 2019, Soler representó a El Salvador en Miss Universo 2019 en donde no logró clasificar a las 20 semifinalistas